# 白斯拉蒂納

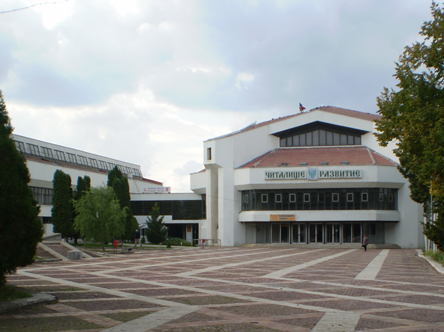

白斯拉蒂納是保加利亞西北部弗拉察州白斯拉蒂納市鎮的城鎮及行政中心，距離州府弗拉察50公里，海拔高度99米，受大陸性氣候影響，2009年人口12,433。

## 外部連結
- Official site